# Wide Field and Planetary Camera 2
Wide Field and Planetary Camera 2 (WFPC2) – kamera CCD zainstalowana w Kosmicznym Teleskopie Hubble’a. Została zamontowana na miejsce kamery WF/PC podczas wyprawy wahadłowca Endeavour (misja STS-61) w grudniu 1993. Za jej pomocą wykonano zdjęcia Głębokiego Pola Hubble’a w 1995 oraz mgławic planetarnych MyCn18 i CRL2688 w 1996.
Matryce CCD w detektorze WFPC2 rejestrowały promieniowanie elektromagnetyczne w zakresie długości fal od 120 do 1100 nm. Na kamerę składają się cztery identyczne detektory CCD, każdy o rozdzielczości 800×800 pikseli.
Kamera została zdemontowana 14 maja 2009 przez załogę misji STS-125 wahadłowca Atlantis, na jej miejsce zainstalowana została Wide Field Camera 3. WFPC2 powróciła na Ziemię 24 maja 2009 roku na pokładzie promu Atlantis i obecnie znajduje się na wystawie w National Air and Space Museum w Waszyngtonie.